# IV Festival olimpico invernale della gioventù europea
Il IV Festival olimpico invernale della gioventù europea si è svolto nel 1999 a Poprad-Tatry, in Slovacchia, dal 6 al 12 marzo.

## Discipline sportive
Durante la terza edizione del Festival si sono disputati 27 eventi sportivi di 7 discipline.
- Biathlon (dettagli)
- Hockey su ghiaccio (dettagli)
- Pattinaggio di figura (dettagli)
- Salto con gli sci (dettagli)
- Sci alpino (dettagli)
- Sci di fondo (dettagli)
- Short track (dettagli)

## Medagliere
Paese ospitante
| Pos.   | Paese         |    |    |    |    |
| ------ | ------------- | -- | -- | -- | -- |
| 1      | Russia        | 9  | 6  | 3  | 18 |
| 2      | Francia       | 3  | 4  | 2  | 9  |
| 3      | Finlandia     | 3  | 2  | 3  | 8  |
| 4      | Italia        | 3  | 1  | 1  | 5  |
| 5      | Paesi Bassi   | 2  | 2  | 0  | 4  |
| 6      | Germania      | 2  | 0  | 1  | 3  |
| 7      | Austria       | 1  | 4  | 4  | 9  |
| 8      | Norvegia      | 1  | 2  | 2  | 5  |
| 9      | Svezia        | 1  | 1  | 0  | 2  |
| 10     | Ungheria      | 1  | 0  | 0  | 1  |
| 10     | Slovacchia    | 1  | 0  | 0  | 1  |
| 12     | Svizzera      | 0  | 3  | 1  | 4  |
| 13     | Gran Bretagna | 0  | 1  | 2  | 3  |
| 14     | Ucraina       | 0  | 1  | O  | 1  |
| 15     | Belgio        | 0  | 0  | 2  | 2  |
| 15     | Rep. Ceca     | 0  | 0  | 2  | 2  |
| 15     | Slovenia      | 0  | 0  | 2  | 2  |
| 18     | Polonia       | 0  | 0  | 1  | 1  |
| 18     | Romania       | 0  | 0  | 1  | 1  |
| Totale | Totale        | 27 | 27 | 27 | 81 |